# Auf der anderen Seite
Auf der anderen Seite (conocida en español como Al otro lado o A la orilla del cielo) es una película dramática germano-turca del año 2007, escrita y dirigida por Fatih Akin. Está protagonizada por Nurgül Yesilçay, Baki Davrak y Tuncel Kurtiz. 
El largometraje se estrenó el 23 de mayo de 2007 en el Festival de Cannes, donde fue galardonado con el premio al mejor guion.

## Argumento
Ali Aksu es un anciano turco instalado en Alemania. Tras visitar en diversas ocasiones a una prostituta también turca, Yeter, le propone que abandone la prostitución y se vaya a vivir con él, prometiéndole que le pagará lo mismo que gana allí. Ella acepta tras ser amenazada por unos integristas islámicos turcos, que la amenazan con matarla si no deja de prostituirse. En casa de Ali conoce a Nejat, su hijo, profesor de literatura en la Universidad de Hamburgo. Esa misma noche, Ali sufre un infarto.

## Reparto
- Tuncel Kurtiz: Ali Aksu.
- Baki Davrak: Nejat Aksu.
- Nursel Köse: Yeter Öztürk.
- Nurgül Yesilçay: Ayten Öztürk.
- Hanna Schygulla: Susanne Staub.
- Patrycia Ziolkowska: Lotte Staub.

## Premios
| Fecha             | Premio                                 | Categoría                 | Receptor(es)    | Resultado |
| ----------------- | -------------------------------------- | ------------------------- | --------------- | --------- |
| Mayo de 2007      | Festival de Cannes                     | Palma de Oro              |                 | Nominada  |
| Mayo de 2007      | Festival de Cannes                     | Mejor guion               | Fatih Akin      | Ganador   |
| Agosto de 2007    | Cinemanila International Film Festival | Premio Lino Brocka        |                 | Ganadora  |
| Diciembre de 2007 | Premios del Cine Europeo               | Mejor película europea    |                 | Nominada  |
| Diciembre de 2007 | Premios del Cine Europeo               | Mejor director            | Fatih Akin      | Nominado  |
| Diciembre de 2007 | Premios del Cine Europeo               | Mejor guionista           | Fatih Akin      | Ganador   |
| Febrero de 2008   | Premios César                          | Mejor película extranjera |                 | Nominada  |
| Abril de 2008     | Premios del Cine Alemán                | Mejor película            |                 | Ganadora  |
| Abril de 2008     | Premios del Cine Alemán                | Mejor director            | Faith Akin      | Ganador   |
| Abril de 2008     | Premios del Cine Alemán                | Mejor actriz secundaria   | Hanna Schygulla | Nominada  |
| Abril de 2008     | Premios del Cine Alemán                | Mejor guion               | Faith Akin      | Ganador   |
| Abril de 2008     | Premios del Cine Alemán                | Mejor montaje             | Andrew Bird     | Ganador   |
| Febrero de 2009   | Premios Goya                           | Mejor película europea    |                 | Nominada  |
| Marzo de 2009     | Premios Chlotrudis                     | Mejor película            |                 | Ganadora  |
| Marzo de 2009     | Premios Chlotrudis                     | Mejor reparto             |                 | Nominada  |